# Кушавера (селище при станції)
Кушавера (рос. Кушавера) — залізнична станція в Хвойнинському районі Новгородської області Російської Федерації.
Населення становить 110 осіб. Входить до складу муніципального утворення Дворищинське сільське поселення.

## Історія
Від 2005 року входить до складу муніципального утворення Дворищинське сільське поселення

## Населення
| 2009 | 2010 |
| ---- | ---- |
| 140  | ↘110 |